# Patinaj viteză la Jocurile Olimpice de iarnă din 2018 - Urmărire echipe (feminin)
Proba de patinaj viteză, urmărire echipe feminin de la Jocurile Olimpice de iarnă din 2018 de la Pyeongchang, Coreea de Sud a avut loc pe 21 februarie 2018 la Gangneung Oval, Gangneung.

## Program
Orele sunt orele Coreei de Sud (ora României + 7 ore).
| Dată         | Ora         | Rundă  |
| ------------ | ----------- | ------ |
| 21 februarie | 20:00–22:50 | Finală |

## Rezultate

### Sferturi de finală
Deși aceste curse sunt numite sferturi, nu au avut loc eliminări directe. În schimb echipele au fost clasate ținându-se cont de timp, primele patru echipe ajungând în semifinale.
Sferturile de finală au avut loc la 18 februarie, ora 20:00.
| Loc | Serie | Țară                       | Nume                                                        | Timp                   | Note         |
| --- | ----- | -------------------------- | ----------------------------------------------------------- | ---------------------- | ------------ |
| 1   | 1     | Olanda                     | Antoinette de Jong Marrit Leenstra Ireen Wüst               | 2:55.61 Record Olimpic | Semifinala 1 |
| 2   | 2     | Japonia                    | Ayano Sato Miho Takagi Nana Takagi                          | 2:56,09                | Semifinala 2 |
| 3   | 3     | Canada                     | Ivanie Blondin Josie Morrison Isabelle Weidemann            | 2:59,02                | Semifinala 2 |
| 4   | 4     | Statele Unite ale Americii | Heather Bergsma Brittany Bowe Mia Manganello                | 2:59,75                | Semifinala 1 |
| 5   | 2     | China                      | Han Mei Hao Jiachen Li Dan                                  | 3:00,01                | Finala C     |
| 6   | 3     | Germania                   | Roxanne Dufter Gabriele Hirschbichler Claudia Pechstein     | 3:02,65                | Finala C     |
| 7   | 1     | Coreea de Sud              | Kim Bo-reum Noh Seon-yeong Park Ji-woo                      | 3:03,76                | Finala D     |
| 8   | 4     | Polonia                    | Katarzyna Bachleda-Curuś Natalia Czerwonka Luiza Złotkowska | 3:04,80                | Finala D     |

### Semifinale
Semifinalele au avut loc pe 21 februarie la ora 20:00.
| Loc          | Serie                      | Țară                                             | Nume    | Timp  | Note     |
| ------------ | -------------------------- | ------------------------------------------------ | ------- | ----- | -------- |
| Semifinala 1 |                            |                                                  |         |       |          |
| 1            | Olanda                     | Antoinette de Jong Lotte van Beek Ireen Wüst     | 3:00,41 |       | Finala A |
| 2            | Statele Unite ale Americii | Heather Bergsma Mia Manganello Carlijn Schoutens | 3:07,28 | +6,87 | Finala B |
| Semifinala 2 |                            |                                                  |         |       |          |
| 1            | Japonia                    | Ayaka Kikuchi Miho Takagi Nana Takagi            | 2:58,94 |       | Finala A |
| 2            | Canada                     | Ivanie Blondin Keri Morrison Isabelle Weidemann  | 3:01,84 | +2,90 | Finala B |

### Finale
Finalele au avut loc pe 21 februarie la 20:54.
| Rank     | Country                    | Name                                                    | Time    | Deficit | Notes          |
| -------- | -------------------------- | ------------------------------------------------------- | ------- | ------- | -------------- |
| Finala A |                            |                                                         |         |         |                |
| 1        | Japonia                    | Ayano Sato Miho Takagi Nana Takagi                      | 2:53,89 |         | Record Olimpic |
| 2        | Olanda                     | Antoinette de Jong Marrit Leenstra Ireen Wüst           | 2:55,48 | +1,59   |                |
| Finala B |                            |                                                         |         |         |                |
| 3        | Statele Unite ale Americii | Heather Bergsma Brittany Bowe Mia Manganello            | 2:59,27 |         |                |
| 4        | Canada                     | Ivanie Blondin Josie Morrison Isabelle Weidemann        | 2:59,72 | +0,45   |                |
| Finala C |                            |                                                         |         |         |                |
| 5        | China                      | Hao Jiachen Li Dan Liu Jing                             | 3:00,04 |         |                |
| 6        | Germania                   | Roxanne Dufter Gabriele Hirschbichler Claudia Pechstein | 3:04,67 | +4,63   |                |
| Finala D |                            |                                                         |         |         |                |
| 7        | Polonia                    | Karolina Bosiek Natalia Czerwonka Luiza Złotkowska      | 3:03,11 |         |                |
| 8        | Coreea de Sud              | Kim Bo-reum Noh Seon-yeong Park Ji-woo                  | 3:07,30 | +4,19   |                |